# Veberöds ljung
Veberöds ljung är ett naturreservat i Veberöds socken i Lunds kommun i Skåne.
Området är naturskyddat sedan 2013 och är 165 hektar stort. Reservatet består av sandiga betesmarker med många gamla ekar.